# Vox (partia polityczna)
Vox – hiszpańska narodowo-konserwatywna partia polityczna założona w 2013 roku.

## Historia
Ugrupowanie zostało założone 17 grudnia 2013 roku, a pierwsza konferencja prasowa przedstawiająca partię odbyła się 16 stycznia 2014 roku. Założycielami partii byli głównie byli członkowie Partii Ludowej, którzy byli niezadowoleni z działań podjętych przez partię. Vox opowiadało się m.in. za większą centralizacją i sprzeciwiało się katalońskiemu oraz baskijskiemu nacjonalizmowi. Pierwszym prezesem ugrupowania, pełniącym funkcję tymczasowo, został José Luis González Quirós – filozof i były działacz partii Unia Demokratycznego Centrum, Centrum Demokratyczne i Społeczne oraz Partia Ludowa. 
Po raz pierwszy partia wystartowała w ogólnokrajowych wyborach w 2014 roku – były to wybory do Parlamentu Europejskiego w Hiszpanii w 2014 roku. Głos na Vox oddało prawie 250.000 osób, co przełożyło się na 1.57% wszystkich głosów i 11. miejsce. Partia, wobec niewystarczającej liczby głosów, nie zdobyła żadnego przedstawiciela w Parlamencie Europejskim. Kilka miesięcy po pierwszych wyborach, czyli we wrześniu tego samego roku, został wybrany nowy zarząd Vox. Liderem został jeden z założycieli partii i były członek baskijskiego parlamentu, Santiago Abascal. Już na czele z nim ugrupowanie przystąpiło do wyborów parlamentarnych w Hiszpanii w 2015 roku. Wynik był jednak gorszy niż w poprzednich, bo Vox uzyskało jedynie 0.23% głosów, spadając na pozycję 15. największej partii w Hiszpanii. I tym razem nie udało się zdobyć żadnego deputowanego. W przyspieszonych ⁣⁣wyborach parlamentarnych⁣⁣ w 2016 roku negatywny trend dla partii się utrzymał. Na Vox głos oddało mniej niż 50.000 Hiszpanów, co również nie przełożyło się na reprezentację w parlamencie. Pod koniec 2017 roku niektóre sondaże dawały partii poparcie rzędu 2%.
10 września 2018 roku ugrupowanie zyskało pierwszego posła do parlamentu lokalnego, gdy poseł José Antonio Morales z prowincji Estremadura opuścił szeregi Partii Ludowej i wstąpił do VOX.
W wyborach do lokalnego parlamentu w Andaluzji z dnia 2 grudnia 2018 roku, ugrupowanie pierwszy raz uzyskało swoich reprezentantów w liczbie 12 na 109 ogółem. W wyborach parlamentarnych w 2019 partia uzyskała 10,26% głosów wprowadzając 24 przedstawicieli do Kongresu Deputowanych. W wyborach do Parlamentu Europejskiego w tym samym roku partia zdobyła 6,2% głosów, co przełożyło się na 4 mandaty. W PE partia dołączyła do grupy Europejskich Konserwatystów i Reformatorów. W przyspieszonych wyborach parlamentarnych w listopadzie tego samego roku partia zajęła trzecie miejsce zdobywając 15,1% głosów co przełożyło się na 52 mandaty w izbie niższej i 2 w Senacie. 
W wyborach do parlamentu wspólnoty autonomicznej Kastylia i León z dnia 13 lutego 2022 roku partia zajęła trzecie miejsce, zwiększając swoją reprezentację z 1 do 13 mandatów. W ramach porozumienia z Partią Ludową, która wygrała wybory został utworzony wspólny rząd, a członek partii, Carlos Pollán został wybrany na przewodniczącego kortezów wspólnoty.
Wicepremier oraz prezes partii Prawo i Sprawiedliwość, Jarosław Kaczyński, wystosował prośbę do hiszpańskich wyborców o wsparcie dla partii VOX w wyborach parlamentarnych w 2023. Na profilach społecznościowych Vox, można było znaleźć nagranie z jego przemówieniem, gdzie przypadkowo nazwano go "byłym prezydentem Polski" myląc go z faktycznym, byłym prezydentem Lechem Kaczyńskim.
Główne założenia programowe
- Zachowanie zintegrowanej struktury państwa
- Sprzeciw wobec feminizmu i ustawie pozytywnie dyskryminującej
- Zmiana polityki imigracyjnej
- Zmiana prawa wyborczego
- Sprzeciw wobec postulatów społeczności LGBT i konserwatyzm obyczajowy
- Prawo do nauki języka hiszpańskiego w każdej szkole — sprzeciw wobec obowiązkowej nauki języków lokalnych; katalońskiego i baskijskiego
- Jedność narodowa i walka z separatyzmem
- Poparcie dla autorytetu monarchii
- Zachowanie katolickiej symboliki w miejscach publicznych
- Sprzeciw wobec aborcji i eutanazji
- Walka z handlem narkotykami
- Walka z nielegalnym zajmowaniem budynków (tzw. squating)

## Poparcie w wyborach

### Wybory do Parlamentu Europejskiego
| Wybory | Liczba głosów | % głosów | Liczba mandatów |
| ------ | ------------- | -------- | --------------- |
| 2014   | 246 833       | 1,57     | 0               |
| 2019   | 1 388 681     | 6,20     | 4               |
| 2024   | 1 688 255     | 9,56     | 6               |

### Wybory parlamentarne
| Wybory  | Liczba głosów | % głosów | Liczba mandatów |
| ------- | ------------- | -------- | --------------- |
| 2015    | 58 114        | 0,23     | 0               |
| 2016    | 47 182        | 0,21     | 0               |
| IV 2019 | 2 654 200     | 10,26    | 24              |
| IX 2019 | 3 640 063     | 15,09    | 52              |
| 2023    | 3 057 000     | 12,38    | 33              |